# Prosvjetno-kulturni centar Mađara u Republici Hrvatskoj
Prosvjetno-kulturni centar Mađara u Republici Hrvatskoj (mađ. Horvátországi Magyar Oktatási és Művelődési Központ) je jedna je od najvažnijih ustanova Mađara u Hrvatskoj. 
Jedina je takva ustanova u RH. 
Sjedište centra je u Drinskoj ulici 12a, Osijek.
S radom je počeo 1999. godine.
Namijenjen je za pripadnike mađarske nacionalne manjine iz cijele Hrvatske. Temeljna zadaća ove ustanove je obrazovanje na mađarskom jeziku te njegovanje tradicija i kulture Mađara u RH. 
U sklopu Prosvjetno-kulturnog centra djeluju dječji vrtić, osnovna škola i nekoliko srednjih škola. 
Grad Osijek je jedan od financijera ovog Centra.

## Galerija
- Glavni ulaz
- Dječji vrtić
- Istočna strana kompleksa
- Južna strana kompleksa